# 迪里夏提·沙依木
迪里夏提·沙依木（1972年7月—），男，维吾尔族，新疆乌鲁木齐人。1994年7月参加工作，1994年5月加入中国共产党，西北政法学院法学专业毕业，大学本科学历，学士学位，中华人民共和国二级大法官。

## 履历
大学毕业后长期在司法系统工作，先后在新疆维吾尔自治区人民检察院刑事检察处、昌吉市人民检察院、乌鲁木齐市人民检察院工作，后担任自治区检察院副处长、处长、检察员，阿克苏地区拜城县赛里木镇托尕其买里村“访惠聚”工作组组长。2016年3月，任新疆维吾尔自治区人民检察院喀什分院党组副书记、检察长。2019年11月 ，任喀什地区行政公署党组成员、副专员。2020年10月，调入北京，任最高人民检察院检察员。2022年2月，回到新疆，任中共阿克苏地委副书记、行署专员。2023年1月，任新疆维吾尔自治区高级人民法院党组副书记、院长，成为副省部级领导干部。
是第十四届全国人大代表， 中国共产党新疆维吾尔自治区第十届纪律检查委员会委员，新疆维吾尔自治区第十四届人民代表大会代表。
工作期间，曾在北京工商大学经济法专业学习（函授）并取得研究生学历，曾在中共中央党校第70期县处班和第83期新疆地厅班学习。